# Quercus liboensis
Quercus liboensis är en bokväxtart som beskrevs av Zhe Kun Zhou. Quercus liboensis ingår i släktet ekar, och familjen bokväxter. Inga underarter finns listade.